# Нове Уткино
Нове Уткино (рос. Новое Уткино) — присілок в Дзержинському районі Калузької області Російської Федерації.
Населення становить 46 осіб. Входить до складу муніципального утворення Присілок Старки.

## Історія
Від 2004 року входить до складу муніципального утворення Присілок Старки.

## Населення
| 2002 | 2010 |
| ---- | ---- |
| 52   | ↘46  |